# José Bosingwa
José Bosingwa da Silva, född 24 augusti 1982 i Kinshasa i dåvarande Zaire, är en portugisisk före detta fotbollsspelare som senast spelade för Trabzonspor.

## Klubbkarriär
Bosingwa föddes i nuvarande Demokratiska republiken Kongo med en portugisisk far och en kongolesisk mor. När han var väldigt ung flyttade han till Seia i Portugal. Han togs upp som ungdomsspelare till Boavista FC där han stannade tills José Mourinho köpte honom till Porto till säsongen 2003/2004. Bosingwa fick bara spela elva ligamatcher den säsongen och gjorde debut i 1–1-matchen borta mot Partizan Belgrad och spelade sammanlagt åtta matcher i Portos väg mot Champions League-segern.
Bosingwa var från början mittfältare men hade gradvis gått över till att spela högerback och var sedan säsongen 2004/2005 Portos förstahandsval efter att Paulo Ferreira och veteranen Carlos Secretário hade lämnat klubben. Med Porto skulle han komma att vinna fyra ligatitlar på fem säsonger.

### Bilolycka
Säsongen slutade illa för Bosingwa, då han körde av vägen med sin jeep, som rullade ner för en bergvägg innan den började brinna. Tillsammans med honom i bilen fanns fyra andra fotbollsspelare, bl.a. dåvarande Boavista-spelaren Nélson. Alla klarade sig ur olyckan levande, men Sandro Luís (som spelade för Grupo Desportivo Os Minhocas) blev tvungen att amputera sin vänsterfot. Bosingwa stängdes av av sin klubb efter olyckan.

### Chelsea FC
11 maj 2008 meddelade Porto att Bosingwa hade gjort muntliga överenskommelser med Chelsea om en övergång värd 16,2 miljoner euro. Han skrev på ett treårskontrakt och kommer att börja spela för Chelsea efter EM 2008.
I juli 2012 blev det klart att bosingwa lämnar Chelsea efter att inte fått nytt kontrakt. Under sin tid i Chelsea FC vann han FA-cupen tre gånger, Premier League, FA Community Shield och UEFA Champions League.

### Queens Park Rangers FC
Den 17 augusti 2012 skrev Bosingwa på ett tre-årskontrakt för QPR.

## Landslagskarriär
Bosingwa har varit ständigt återkommande i landslagstruppen sedan 2007 och tog över efter Miguel Monteiro som lagets förstahandsval på högerbacksposition. Han representerade Portugal vid OS i Aten 2004 och U21-EM 2004. Under öppningsmatchen i EM 2008 visade han sina kunskaper för omvärlden när man med sin talang slog sig in i den absoluta elitfotbollen efter en fin match som högerback mot Turkiet.

## Meriter
- Portugisiska ligan: 2004, 2006, 2007, 2008
- Portugisiska cupen: 2006
- Supertaça Cândido de Oliveira 2004, 2006
- Interkontinentala cupen: 2004
- UEFA Champions League: 2004, 2012
- FA-Cupen: 2009, 2010, 2012
- FA Premier League: 2010
- FA Community Shield: 2009